# Реакция Бухерера
Реакция Бухерера (реакция Бухерера — Лепти) — реакция замещения гидроксильной группы на аминогруппу в ароматических соединениях (преимущественно в нафтолах) действием аммиака в водном растворе гидросульфита натрия. Реакция обратима: при нагревании нафтиламинов с водным раствором гидросульфитов происходит отщепление аммиака с образованием нафтолов:
Реакция впервые была описана в 1903 году Робертом Лепти и исследована в качестве синтетического метода Гансом Теодором Бухерером в 1904 году.

## Механизм реакции
Реакция идет по механизму присоединения-отщепления. На первой стадии к фенолу (или к его еноновому таутомеру) присоединяется бисульфит-ион в β-положение к гидроксилу фенола 1 с образованием β-кетосульфокислоты 3b, в некоторых случаях эта сульфокислота может быть выделена. Эта стадия является лимитирующей, так, в случае β-нафтола и аммиака скорость реакции зависит только от концентраций нафтола и бисульфита. На следующей стадии к карбонильной группе β-кетосульфокислоты присоединяется аммиак (или первичный амин) с образованием имина 5b, которое затем таутомеризуется в енамин и отщепляет бисульфит-ион с образованием амина 6:
Все стадии реакции Бухерера являются обратимыми, благодаря этому в условиях реакции возможно и трансаминирование первичных нафтиламинов действием алкиламинов во вторичные:
{\displaystyle {\mathsf {NaphNH_{2}+RNH_{2}\rightarrow NaphNHR+NH_{3}}}}

## Синтетическое применение
В реакцию Бухерера вступают только ароматические гидрокси- и аминосоединения, способные к таутомеризации (кето-енольной и имин-аминной соответственно), в реакцию вступают нафтолы, замещенные гидрохиноны и резорцины и аза-аналоги нафтолов и нафтиламинов — гидрокси- и аминопроизводные хинолина и изохинолина, в последнем случае обмениваются гидрокси- и аминозаместители бензольного, но не пиридинового кольца.
Кроме аммиака, в качестве замещающего гидроксил агента в реакцию вступают и другие амины — так, при взаимодействии с нафтолами сульфита гидразина образуются нафтилгидразины, в жестких условиях нафтолы реагируют с первичными и вторичными алкиламинами с образованием N-моно- и N-диалкилнафтиламинов.
Наиболее широкое синтетическое применение реакция Бухерера получила в синтезе производных нафталина — полупродуктов синтеза азокрасителей, реакционная способность замещённых нафтолов зависит от типа и ориентации заместителей: реакционноспособными являются пара-замещённые нафтолы и нафтиламины (наиболее реакционноспособны 1-гидроксинафталин-4-сульфокислоты), в то время как нафтолы с карбоксильными и сульфогруппами в орто- и мета-положениях в реакцию не вступают. Это влияние заместителей позволяет проводить селективное замещение одной из гидрокси- или аминогруппы в дигидрокси- и диаминонафталинах.